# Axolot (bande dessinée)
Pour les articles homonymes, voir Axolot.
Axolot est une série de bande dessinée française scénarisée par Patrick Baud et dessinée par différents auteurs, dont le premier tome est sorti le 8 octobre 2014 chez Delcourt.

## Présentation
Axolot, modification du nom de l'amphibien Axolotl, est à l'origine un blog créé en 2009 par Patrick Baud afin de recenser des histoires étranges mais supposées réelles. La série adapte une vingtaine d'histoires scientifiques ou historiques en histoires courtes dessinées. 
Un second volume est paru en novembre 2015, avec une nouvelle équipe d'illustrateurs mais toujours sous la forme d'un cabinet de curiosité.
En novembre 2016, Patrick Baud publie le tome 3 de la bande dessinée Axolot ainsi qu'un coffret réunissant les trois tomes. Le dernier volume en date, Axolot Tome 6, sort en novembre 2023. Patrick Baud explique son intérêt pour les histoires vraies de la façon suivante : "La réalité ne s'embarrasse jamais de réalisme, il n'y a que les fictions qui cherchent à être plausibles. Dans la vraie vie, tout est possible." 

## Liste des volumes
- Tome 1, éd. Delcourt, 2014  (ISBN 978-2-7560-5075-1)
- Tome 2, éd. Delcourt, 2015  (ISBN 978-2-7560-7193-0)
- Tome 3, éd. Delcourt, 2016  (ISBN 978-2-7560-8004-8)
- Tome 4, éd. Delcourt, 2017  (ISBN 978-2-4130-0278-9)
- Tome 5, éd. Delcourt, 2021  (ISBN 978-2-4130-4059-0)
- Tome 6, éd. Delcourt, 2023  (ISBN 978-2-4130-8019-0)

## Réception critique
Lors de la sortie du premier tome, le site web spécialisé BoDoï considère que « comme la plupart des ouvrages collectifs, le résultat est inégal. Toutefois, aucun récit n'est à jeter, la valeur des uns et des autres résidant plutôt dans l'intérêt que chaque lecteur porte au phénomène ou à la petite histoire racontée ». Le site web Benzinemag.net juge que cet album permet de « profiter d'un graphisme varié par des auteurs triés sur le volet, le tout formant un ensemble cohérent et passionnant sous la baguette du brillant chef d'orchestre Patrick Baud ».